# Summoning
Summoning (МФА: [ˈsʌmənɪŋ]; рус. «Призывание») — австрийская метал-группа, образованная в 1993 году. Ранние демозаписи группы и дебютный альбом выдержаны в стиле блэк-метал. На остальных альбомах группа отошла от экстремального звучания в сторону медленного, мрачного атмосферного метала с вкраплениями дарк-эмбиента, сохранив, однако, вокал, типичный для блэка. Группа выпустила восемь студийных альбомов, три миньона и одну компиляцию. Тексты группы основаны на произведениях писателя Джона Толкина в жанре фэнтези.

## История

### Предыстория
Группа была основана в 1993 году Михаэлем Грегором, Рихардом Ледерером и Александром Трондлем, которые взяли псевдонимы Силениус, Протектор и Трификсион соответственно. Рихард Ледерер прежде играл на барабанах в ныне неизвестной и давно распавшейся метал-группе Marlignom. Кроме того, Протектор четыре года учился в музыкальной школе на ударника. Музыкальный опыт Силениуса ограничивался участием в малоизвестной дум-метал-группе Shadow Vale и несколькими годами учёбы в музыкальной школе по классу фортепиано. До создания Summoning, Михаэль Грегор также играл вместе с Раймондом «Пазузу» Уэлсом в группе Cromm, а Trifixion играл в блэк-метал-группе Pervertum. Однажды встретившись в венском баре, Силениус, Протектор и Трификсион решили основать новую группу, которая сейчас известна как Summoning.
Группа записала два демоальбома (Upon the Viking’s Stallion и Anno Mortiri Domini), а также два сплита (Creation of a Dark Age и The Urilia Text) вместе с Pazuzu — проектом в жанре дарквейв австрийского музыканта Раймонда «Пазузу» Уэлса. Демозаписи были изданы символическим тиражом в 50 экземпляров. Композиции «Tales from Northern Forests» и «Upon the Viking’s Stallion» с демоальбома Anno Mortui Domini были использованы для песен «Where Winters Forever Cry» и «Flight of the Nazgul» на дебютном студийном альбоме Lugburz.

### LugburzиMinas Morgul
В 1995 году Summoning подписали контракт с Napalm Records, который выпустил первый альбом группы, Lugburz. Диск был назван в честь Лугбурза — крепости Саурона из произведения Толкиена «Властелин Колец». Тексты песен также были посвящены «Властелину Колец» и представляли собой абстрактные описания смерти, мрака и тьмы в Средиземье. Обложка альбома была выполнена в классических для блэк-метала чёрно-белых тонах и содержала надпись в готическом шрифте. Музыка была написана преимущественно в стилистике традиционного блэк-метала (с быстрыми гитарными партиями, характерным абразивным звучанием жужжащих гитар и истерично-пронзительным скримингом), однако в инструментальном вступлении «Grey Havens» и композициях «Flight of the Nazgul» и «Dragons of Time» достаточно широко в рамках жанра использовались клавишные. Именно эти вкрапления были зачатками будущего уникального звучания группы. Lugburz стал самым мрачным и тяжёлым в музыкальном плане альбомом группы в дискографии.
Уже следующий альбом группы, Minas Morgul, вышедший в том же 1995 году носил радикально иной музыкальный характер. Клавишные партии стали доминирующим элементом звукового полотна, а звук гитары был «отодвинут» на задний план. Сами партии гитар максимально упростились, стали схематичными, играя роль звукового «довеска» к пассажам клавишных. Последние же характеризовались невероятной атмосферностью и неповторимым звучанием. Группа отказалась от услуг ударника Трификсиона, и начиная с Minas Morgul все ударные инструменты исполнялись на синтезаторе.

### Dol GuldurиLet Mortal Heroes Sing Your Fame
Следующий альбом Summoning Dol Guldur продолжил развитие и углубление стилистики группы. Музыка обогатилась элементами неоклассики, фолка и даже эмбиент-индастриэла («Over old hills»). Альбом Stronghold (1999) явил новые грани творчества дуэта. Гитарные партии стали более заметными и манера игры несколько изменилась: не очень внятный саунд стандартного блэкового «чёса» заменили отрывистые, четкие и более тяжелые риффы. Вкупе с фирменными синтезаторными ходами это принесло настоящий прорыв. Многими Stronghold считается вершиной творчества дуэта.
В 2001 году вышел альбом Let Mortal Heroes Sing Your Fame. По словам музыкантов, его название снова имеет отношение к Толкину.

Silenius: «Это очередной, не лишённый иронии, „поклон“ Толкину. „Герои“ — это мы, воспевающие его славу. Однако если она, его слава, с годами только возрастёт, то наша, скромная, напротив, остаётся столь же незначительной и однажды, возможно, поблёкнет навсегда (речь идёт о возможном распаде команды). Таким образом, в отличие от Толкина, мы не более, чем „смертные герои“».

### Lost TalesиOath Bound
После выхода альбома Силениус и Протектор занялись своими сайд-проектами. В 2003 году группа выпустила мини-диск под названием Lost Tales, который содержал неопубликованные треки, записанные к альбому Dol Guldur. В 2006 году вышел очередной студийный альбом под названием Oath Bound. Столь долгий перерыв между альбомами участники объяснили проблемами в личной жизни и отсутствием свежих идей.

### Old Mornings Dawn
В феврале 2012-го группа рассказала о том, что интенсивно работает над новым альбомом и планирует закончить его к концу года. В декабре было объявлено название предстоящего альбома — Old Mornings Dawn, однако работа затянулась и диск вышел только в июне 2013 года на лейбле Napalm Records. Лирика альбома как и прежде базируется на творчестве Толкина, в частности на истории Эарендиля Морехода, который доплыл до «города настоящей печали, и города мечты» Валинор.

## Сайд-проекты участников
Протектор и Силениус также приняли участие в сайд-проекте Die Verbannten Kinder Evas. Силениус в 1998 году основал проект Kreuzweg Ost, с которым записал три альбома в стиле индастриал. C 1998 Силениус так же является вокалистом одной из старейших австрийских блэк-метал групп Amestigon. Рихард Ледерер (Протектор) выпускает музыку в стиле дарквейв в рамках проекта Ice Ages.
С учётом сайд-проектов, по мнению «Музыкального журнала», самым продуктивным годом музыкальной деятельности Протектора с Силениусом стал 1995-й, в течение которого они приняли участие в создании следующих альбомов Summoning: Lugburz, Minas Morgul; Pazuzu — ..And All Was Silent; Grabesmond — demo; Die Verbannten Kinder Evas — Die Verbannten Kinder Evas; Abigor — Orkblut, Nachthymnen; Ice Ages — Strike The Ground; Welten Brand — Das Nachtvolk; Sanguis Et Cinis — Schicksal.

## Дискография

### Альбомы
- Lugburz (1995)
- Minas Morgul (1995)
- Dol Guldur (1997)
- Stronghold (1999)
- Let Mortal Heroes Sing Your Fame (2001)
- Oath Bound (2006)
- Old Mornings Dawn (2013)
- With Doom We Come (2018)

### Мини-альбомы
- Nightshade Forests (1997)
- Lost Tales (2003)
- Of Pale White Morns And Darkened Eves (2013)

### Демозаписи
- Upon the Viking’s Stallion (1993)
- Anno Mortiri Domini (1993)